# Wincenty Józefowicz
Wincenty Józefowicz herbu Leliwa – starosta merecki, chorąży husarski, poseł powiatu orszańskiego na Sejm Czteroletni w 1788 roku, konsyliarz konfederacji generalnej koronnej i konsyliarz powiatu orszańskiego w konfederacji generalnej Wielkiego Księstwa Litewskiego konfederacji targowickiej, poseł na sejm grodzieński (1793) od Litwy z województwa inflanckiego, członek konfederacji grodzieńskiej 1793 roku, konsyliarz Rady Nieustającej w 1793 roku.
Był stronnikiem Massalskich, w 1764 roku podpisał elekcję Stanisława Augusta Poniatowskiego. Wybrany ze stanu rycerskiego sędzią Sejmu Czteroletniego w 1788 roku. Figurował na liście posłów i senatorów posła rosyjskiego Jakowa Bułhakowa w 1792 roku, która zawierała zestawienie osób, na które Rosjanie mogą liczyć przy rekonfederacji i obaleniu dzieła 3 maja.
Był kawalerem Orderu Świętego Stanisława. Syn Jana Józefowicza.